# Eurytela hiarbas
Eurytela hiarbas là một loài bướm ngày thuộc họ Nymphalidae, được tìm thấy ở Subsaharan Africa.
Wingspan: 45–50 mm in males và 48–55 mm in females. Has continuous broods peaking between tháng 11 và tháng 3.
Larva feed on Tragia glabrata, Dalechamoia capensis, và Ricinus communis.

## Phụ loài
xếp theo alphabet.
- E. h. abyssinica Rothschild & Jordan, 1903
- E. h. angustata Lathy, 1901
- E. h. hiarbas (Drury, 1770)
- E. h. lita Rothschild & Jordan, 1903